# Airlie (Oregon)
Airlie az Amerikai Egyesült Államok északnyugati részén, Oregon állam Polk megyéjében elhelyezkedő önkormányzat nélküli település.
Névadója David Ogilvy, Airlie 10. grófja, az Oregonian Railway vezérigazgatója. A vasútvonalat később normál nyomtávúra szélesítették, majd a Southern Pacific Railroad az airlie-i szárnyvonalat felszámolta.
A posta 1882-től megszakításokkal 1943-ig működött. Innen ered az Airlie Red Flesh almafajta.

## Fordítás
- Ez a szócikk részben vagy egészben  az   Airlie, Oregon című angol Wikipédia-szócikk ezen változatának fordításán alapul.  Az eredeti cikk szerkesztőit annak laptörténete sorolja fel. Ez a jelzés csupán a megfogalmazás eredetét és a szerzői jogokat jelzi, nem szolgál a cikkben szereplő információk forrásmegjelöléseként.